# 双河镇 (宣汉县)
双河镇，是中华人民共和国四川省达州市宣汉县曾经下辖的一个镇。2020年6月，撤销双河镇，将原双河镇所属行政区域划归普光镇管辖。

## 行政区划
双河镇撤销前下辖以下地区：
双桥社区、石垭村、大河村、中埝村、天井村、玛瑙村、花石村、尖山村、交通村、大田沟村、方斗村、仓门村和越岭村。